# Osiris Shoes
Osiris is een bedrijf dat skate en BMX schoenen fabriceert. Het hoofdkantoor zit gevestigd in Zuid Californië. In 2003 won Osiris een prijs voor 3e beste pro-skating schoen.

## Osiris D3
De Osiris D3 is het best verkopende model en is ontworpen door mede-oprichter Brian Reid, en gepromoot door professioneel skateboarder Dave Mayhew. De schoen is verkrijgbaar in verschillende kleuren, maar de wit met babyblauw en de zwart met grijze is de meest voorkomende.
De tweede versie van deze schoen wordt de Osiris D3 2001 genoemd, welke ook erg populair bleek te zijn. Later werd de lichtere versie de Osiris D3 NTX nog gemaakt. Deze werd gevolgd door het laatste model, de Osiris D3 4.0. Ook hebben ze een Snowboard-schoen uitgebracht, met het model en vorm van de Osiris D3 2001.

## Trivia
- In de clip van Avril Lavigne: Complicated is te zien dat Avril een paar Osiris D3 2001's draagt. Deze had ze gekregen van de eigenaar van een winkel in het winkelcentrum waar de clip zich afspeelt.
- Op de cover van het album Let Go van Avril Lavigne is te zien dat ze een paar originele Osiris D3's draagt.